# Jan Dunnewind
Jan Dunnewind (né le 8 juillet 1998 à Bant) est un coureur cycliste néerlandais.

## Biographie
Né à Bant, Jan Dunnewind est diagnostiqué d'un diabète de type 1 à quatre ans. Il joue longtemps au volleyball avant de se mettre au cyclisme vers l'âge de seize ans. 
Il découvre rapidement l'existence de la formation Novo Nordisk, réservée aux coureurs diabétiques de type 1. Désireux d'en intégrer l'effectif, il participe à un camp de détection organisé par l'équipe à Athens en 2017, sans toutefois être choisi. L'année suivante, il renouvelle positivement l'expérience, ce qui lui permet d'en rejoindre l'équipe de développement en 2019. Son calendrier de courses est composé de nombreuses courses internationales.
En 2022, il passe officiellement professionnel dans l'équipe première de Novo Nordisk. Il commence sa saison au Tour d'Oman, où il participe à une échappée sur la première étape. 

## Classements mondiaux
| Année                                 | 2021  |
| ------------------------------------- | ----- |
| Classement mondial                    | 2952e |
| UCI Europe Tour                       | 1898e |
|                                       |       |
| Légende : nc = non classéSource : UCI |       |